# 亨茨维尔 (德克萨斯州)
亨茨维尔（英語：Huntsville）是美国得克萨斯州沃克县的县城。 根据美国2010年人口普查数据，其人口为38548人。它是亨茨维尔小都市地区的中心。
亨茨维尔位于德州东部大针叶林地区，休斯顿北部约70英里，坐落于从休斯顿与达拉斯之间穿过的45號州際公路沿线。 亨茨维尔是萨姆休斯頓州立大学、德州刑事司法部、亨茨维尔国家公园、德州Heart退伍老兵博物馆的所在地，位于45號州際公路的德州退伍老兵纪念大道、德州监狱博物馆,同时也位于位于45號州際公路附近的75号高速公路上。亨茨维尔是山姆·休斯顿的居住地，他因山姆·休斯顿纪念博物馆和45號州際公路上的一尊塑像为亨茨维尔的人们所熟知。

## 历史

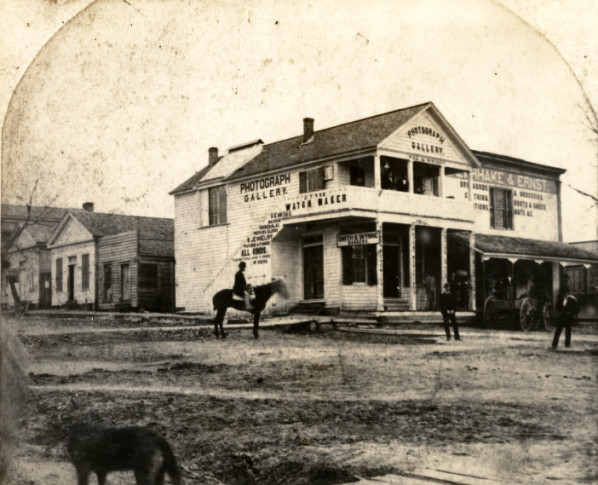
19世纪70年代的亨茨维尔市区。

亨茨维尔始于1836年。当时，Pleasant与Ephraim Gray两人在此地开设了贸易站。 Ephraim Gray在1837年成为了当地第一任邮政局长，并将此地以他位于麦迪逊县的故乡亨茨维尔命名。 (巧的是，“麦迪逊县”也成为了其附近一处县城的名字。

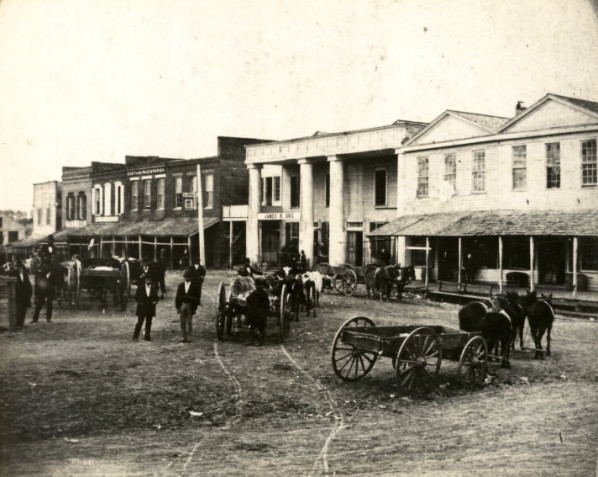
19世纪70年代的亨茨维尔市区.

亨茨维尔是山姆·休斯顿的故乡，他是得克萨斯共和国第一任总统，得克萨斯并入美国后先后任得克萨斯州州长、田纳西州州长、美国参议院议员与田纳西州众议员。 休斯顿将军在圣哈辛托战役中领导德克萨斯民兵，取得了德克萨斯革命的决定性胜利。田纳西的切罗基人对休斯顿产生了深远的影响，他在晚年坚持反对美国内战这在当时为极少数的立场。 休斯顿在亨茨维尔有两处住宅，一处墓地和一座纪念博物馆。 萨姆休斯顿州立大学以他的名字命名, 以及一座70英尺（21米） 的雕像。 (这尊雕像名为“致敬勇气”，是世界上最大的美国英雄雕像，由艺术家David Adickes制作。它可以在45號州際公路上看到。)
亨茨维尔也是塞缪尔·沃克·休斯顿的故乡 ，一位著名的非洲裔美国教育先驱。他出生在1864年2月12日，是一名奴隶。其父是约书亚·休斯顿, 是 山姆·休斯敦的奴隶。 塞缪尔·沃克·休斯顿在1907年建立了加利利社区学校, 也就是沃克县 (得克萨斯州)休斯顿师范工业学院的前身。
1995年，在塞缪尔·沃克·休斯顿小学的旧址上，人们成立了亨茨维尔独立学区、亨茨维尔艺术委员会 与高中前学生协会。委托梦想家的创作, 人们还在这儿建了一座纪念碑，用来纪念黑人群体在亨茨维尔和沃克县的进步与发展事业中所做的贡献。

## 人口统计
根据美国2010年 人口普查结果, 全市人口为35,078人，家庭户数为10,266 户，以及7,471个家庭。人口密度为每平方公里1438.3人(10,135.1人/平方英里)。住房有11,508所，密度为 1143.8每平方公里 (1372.4每平方英里)。全市人种组成为 65.78% 白人，26.14% 非裔，0.33% 原住民，1.11% 亚洲人，0.07% 太平洋岛民，4.91% 其余种族，还有1.65% 为多种族人口。带有拉美裔或拉丁裔血统的人口占总人口16.22%。
在10,266户居民中，25.3%的家庭中有18岁以下儿童，37.0%是同居的已婚人士，12.5%为独居或寡居女性，并且46.7%为非家庭住房。30.8%为独居住所，7.5% 为65岁以上老人独居住房。整户家庭（household）的平均人数为2.31，整个家族（family）的平均人数为2.97。
人口年龄分布如下：18岁以下人口占比15.1%，18-24岁人口占比 29.3%，25-44岁人口占比 30.8%，45-64岁人口占比 16.3%，65岁以上人口占比 8.5%。中位年龄为 28岁。性别比为（女/男） 1:1.529。18岁以上人口性别比为（女/男）1:1.638。监狱人口包括在城市人口中的情况，导致了这个明显不平衡的性别比。
家庭（household）年收入中位数为27,075美元，家族（family）年收入中位数为40,562美元。男性年收入中位数为27,386美元，女性年收入中位数为22,908美元。全市人均年收入为13,576美元。大约 13.1% 的家庭（families）和23.9%的人口收入低于贫困线，包括 23.9%的18岁以下人口和14.7%的65岁以上人口。

## 地理信息
亨茨维尔的坐标为30°42′41″N 95°32′54″W / 30.71139°N 95.54833°W (30.711254, -95.548373)。
根据 美国人口调查局2010年统计数据，市区土地面积为 35.86 平方英里。
全市土地面积为559.661平方英里，水域面积为 7.786平方英里。
亨茨维尔距Houston北部约 70英里（110）。

## 气候
亨茨维尔气候炎热，夏季潮湿，冬季凉爽。依照柯本气候分类法，亨茨维尔属亚热带湿润气候, 在气候地图上简称“Cfa”。

## 经济

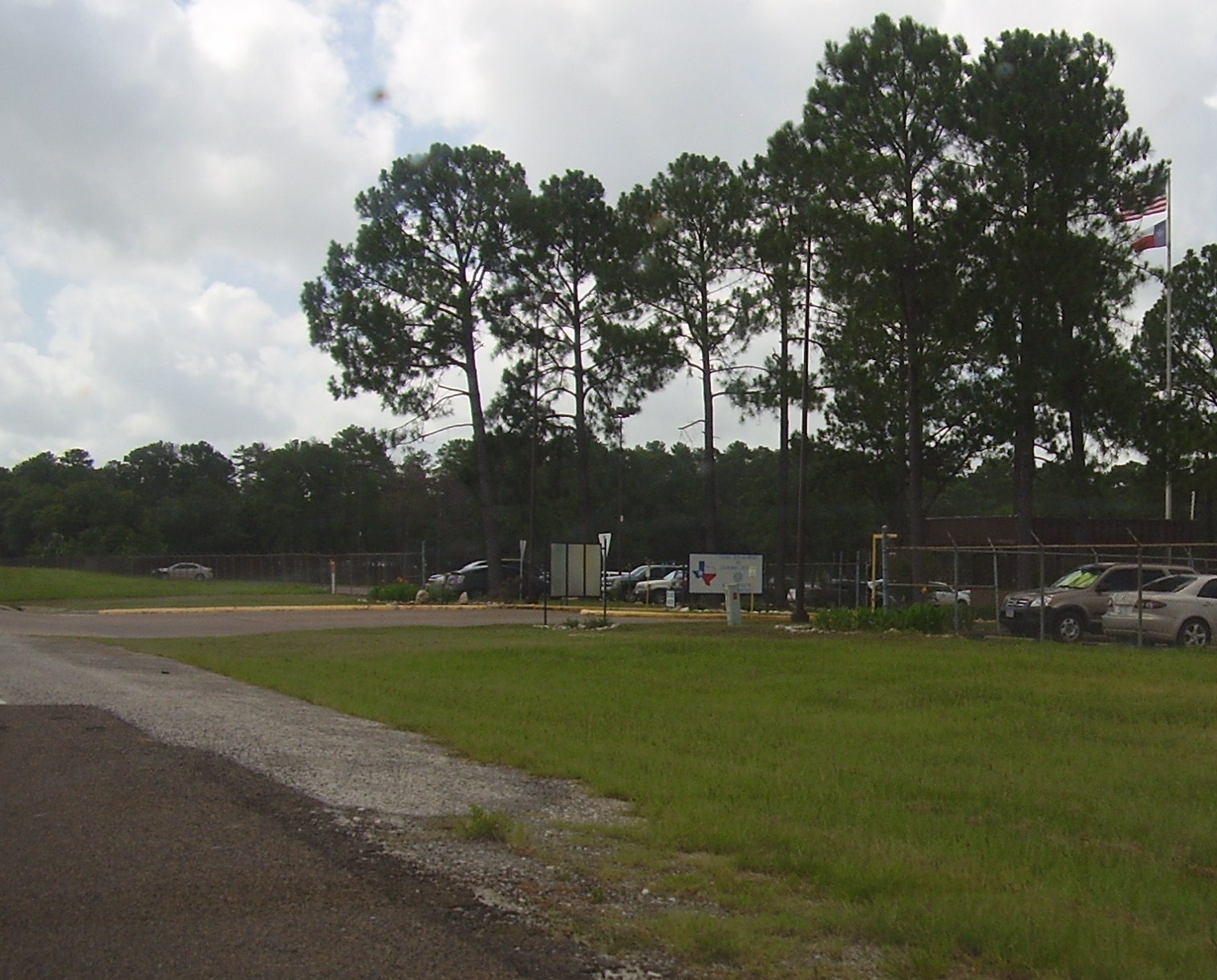
The BOT Complex, the administrative headquarters of the Texas Department of Criminal Justice, Huntsville's largest employer as of 2005

得州刑事司法部是亨茨维尔2005年度最大的雇主, 拥有 6,744名雇员。 1996年，得州刑事司法部在亨茨维尔雇佣了 5,219 名员工。《德州月报》的Robert Draper形容亨茨维尔是得州刑事司法部的“伙伴小镇”；他描述该产业为“抗经济衰退”型，并指出“很难在亨茨维尔找出一个与监狱系统毫无瓜葛的人。”因为这里的许多生意都离不开监狱系统。1996年，得州刑事司法部在亨茨维尔的雇员人数为全市第二大雇主，达到萨姆休斯顿州立大学的两倍。
2005年，山姆休斯顿州立大学依然为亨茨维尔第二大雇主，雇员人数达 2,458 人。 该校在犯罪学研究领域举重若轻。 第三大雇主为亨茨维尔独立学区, 雇员数量为 974 人。第四大雇员为 亨茨维尔纪念医院,雇员数量为 540人。还有 517 人工作于全市第五大雇主沃尔玛。
2007年的统计显示，亨茨维尔的平均收入低于德州平均收入。
1996年，许多律师，会计，得州刑事司法部的白领去亨茨维尔的酒吧和餐馆。

## 政府与基础设施

### 州内代表

#### 德州刑事司法部

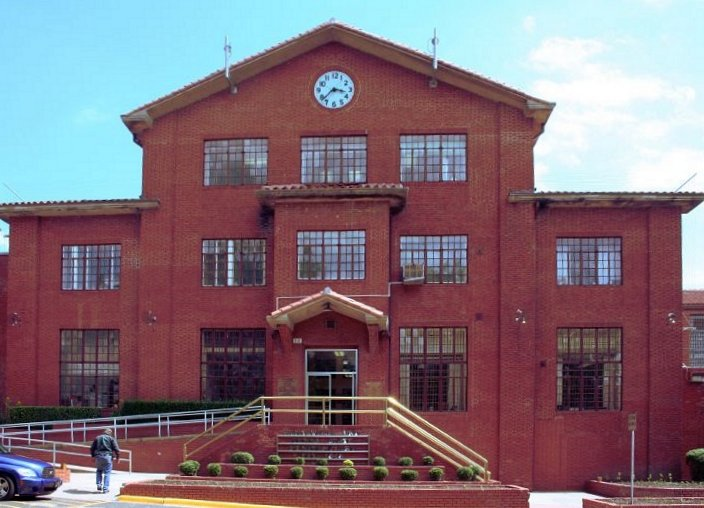
德州刑事司法部大樓

德州刑事司法部 (TDCJ)的总部位于亨茨维尔，为德州成人劳教机构。自得克萨斯共和国建立以来，德州的监狱系统总部便设于此，并且是唯一一个未将总部设在德州首府奥斯汀的州级机关。

## 外部連結
- City of Huntsville（页面存档备份，存于）
- Discover Huntsville （页面存档备份，存于）
- Texas Prison Museum （页面存档备份，存于）
- Sam Houston Memorial Museum （页面存档备份，存于）
- Historical photographs of Huntsville can be found at the University of Houston Digital Library

### 文化景点
- Artist Richard Haas
- The Wynne Arts Center
- SHSU College of Fine Arts and Mass Communication （页面存档备份，存于）
- Phoenix Commotion （页面存档备份，存于）
- Old Town Theatre （页面存档备份，存于）
- Sam Houston Memorial Museum （页面存档备份，存于）